# Herculean
Herculean est une chanson du groupe de rock alternatif de Damon Albarn The Good, the Bad and the Queen. Elle a été mise en vente en tant que premier single du groupe le 30 octobre 2006, après les concerts du groupe The Roundhouse à Camden le 26 octobre, au cours des Electric Proms de la BBC. Le single atteint la 22e place du hit-parade britannique la semaine de sa sortie. La chanson est sortie sur iTunes le 9 octobre 2006 et on peut l'écouter sur le site du groupe.

## Liste des titres
- Promo CD

1. Herculean (radio edit)
2. Herculean (version de l'album)

- 7" R6722

1. Herculean - 4:03
2. Mr. Whippy - 3:15
  - avec Eslam Jawaad

- Digipak Maxi-CD CDR6722

1. Herculean - 4:03
2. Back in the Day - 5:33
3. Mr. Whippy - 3:15
  - avec Eslam Jawaad

## Anecdote
- Le dessin sur la pochette du single a été créé par le bassiste du groupe, Paul Simonon.

## Critiques
- NME (en)
- Pitchfork (11 octobre 2006) (en)